# Okram Ibobi Singh

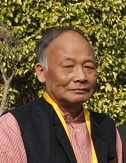
Okram Ibobi Singh (2015)

Okram Ibobi Singh (* 19. Juni 1948 in Thoubal, Manipur) ist ein indischer Politiker (Indischer Nationalkongress) aus dem Bundesstaat Manipur. Er war von 2002 bis 2017 Chief Minister (Regierungschef) Manipurs.
Okram Ibobi Singh gehört zu den Meitei, dem Mehrheitsvolk Manipurs, und ist Hindu. Okram Ibobi Singh zog 1984 erstmals als unabhängiger Kandidat aus dem Wahlkreis Khangabo in das Parlament Manipurs ein. Bei der nächsten Wahl 1990 verteidigte er seinen Wahlkreis, diesmal als Kandidat der Kongresspartei. Bei den Wahlen 1995 und 2000 unterlag Okram Ibobi Singh in seinem Wahlkreis dem Kandidaten der Manipur People’s Party, 2002 schaffte er aber den Wiedereinzug. Als Ergebnis der von der Kongresspartei gewonnenen Wahl wurde Okram Ibobi Singh zum neuen Chief Minister bestimmt und am 7. März 2002 im Amt vereidigt. Bei den Wahlen 2007 und 2012 wurde er im Amt bestätigt. Bei der Wahl 2017 in Manipur  verlor die Kongresspartei ihre bisherige absolute Mandatsmehrheit im Parlament von Manipur. In der Folge wurde BJP-Spitzenkandidat Nongthombam Biren Singh an der Spitze einer Koalitionsregierung am 15. März 2017 zum neuen Chef Minister von Manipur gewählt.
2008 überlebte Okram Ibobi Singh einen Bombenanschlag auf sein Haus, zu dem sich die separatistische Organisation People’s Revolutionary Party of Kangleipak bekannte, unverletzt.